# Anoxypristis
Anoxypristis is een geslacht van zaagvissen in de familie Pristidae. Het geslacht kent één soort en is daarom een monotypisch geslacht.
De soort binnen het geslacht wordt door IUCN gezien als "endangered" (bedreigd).

## Soort
- Anoxypristis cuspidata (Latham, 1794) – Mestandzaagvis